# Дмосиці
Дмосиці (пол. Dmosice) — село в Польщі, у гміні Копшивниця Сандомирського повіту Свентокшиського воєводства.
Населення — 236 осіб (2011).
У 1975-1998 роках село належало до Тарнобжезького воєводства.

## Демографія
Демографічна структура на день 31 березня 2011 року:
|          | Загалом | Допрацездатний вік | Працездатний вік | Постпрацездатний вік |
| -------- | ------- | ------------------ | ---------------- | -------------------- |
| Чоловіки | 121     | 19                 | 89               | 13                   |
| Жінки    | 115     | 27                 | 61               | 27                   |
| Разом    | 236     | 46                 | 150              | 40                   |